# François Dunkler
François Dunkler júnior (Namur, 1816 - 1878) fou director de la banda del regiment de granaders i caçadors de La Haia, que elevà a un grau de perfecció extraordinària. Feu nombrosos arranjaments per a banda de música de les obres de Wolfgang Amadeus Mozart, Ludwig van Beethoven, Richard Wagner, Robert Schumann i altres, que li valgueren fama universal.